# Liste der Staatsoberhäupter Mexikos
Die Liste der Staatsoberhäupter Mexikos führt alle Staatsoberhäupter Mexikos seit seiner Unabhängigkeit 1821 auf.
Für die Herrscher von Mexiko bis 1821 siehe: Liste der Vizekönige Neuspaniens

## Kaiser 1821–1823

Flagge des I. Kaiserreichs

| Amtszeit  | Name                                        |
| --------- | ------------------------------------------- |
| 1821–1823 | Agustín de Iturbide (als Kaiser Agustín I.) |

## Triumvirat 1823–1824
| Amtszeit  | Name                                                     |
| --------- | -------------------------------------------------------- |
| 1823–1824 | Pedro Celestino Negrete Guadalupe Victoria Nicolás Bravo |

## Präsidenten 1824–1864

Flagge des Präsidenten (bis heute)

| Amtszeit  | Name |
| --------- | --- |
| 1824–1829 | Guadalupe Victoria |
| 1829      | Vicente Guerrero |
| 1829      | José María Bocanegra |
| 1829      | Pedro Vélez |
| 1830–1832 | Anastasio Bustamante |
| 1832      | Melchor Múzquiz |
| 1832–1833 | Manuel Gómez Pedraza |
| 1833      | Valentín Gómez Farías |
| 1833–1835 | Antonio López de Santa Anna |
| 1835–1836 | Miguel Barragán |
| 1836–1837 | José Justo Corro |
| 1837–1839 | Anastasio Bustamante |
| 1839      | Antonio López de Santa Anna |
| 1839      | Nicolás Bravo |
| 1839–1841 | Anastasio Bustamante |
| 1841      | Francisco Javier Echeverría |
| 1841–1842 | Antonio López de Santa Anna |
| 1842–1843 | Nicolás Bravo |
| 1843      | Antonio López de Santa Anna |
| 1843–1844 | Valentín Canalizo |
| 1844      | Antonio López de Santa Anna |
| 1844      | Valentín Canalizo |
| 1844–1845 | José Joaquín de Herrera |
| 1846      | Mariano Paredes y Arrillaga |
| 1846      | Nicolás Bravo |
| 1846      | Mariano Salas |
| 1846–1847 | Valentín Gómez Farías |
| 1847      | Antonio López de Santa Anna |
| 1847      | Pedro María Anaya |
| 1847      | Antonio López de Santa Anna |
| 1847–1848 | Manuel de la Peña y Peña |
| 1848–1851 | José Joaquín de Herrera |
| 1851–1853 | Mariano Arista |
| 1853      | Juan Bautista Ceballos |
| 1853      | Manuel María Lombardini |
| 1853–1855 | Antonio López de Santa Anna |
| 1855      | Martín Carrera |
| 1855      | Rómulo Díaz de la Vega |
| 1855      | Juan Álvarez Benítez |
| 1855–1857 | Ignacio Comonfort |
| 1858      | Félix María Zuloaga |
| 1858–1859 | Manuel Robles Pezuela |
| 1859–1860 | Miguel Miramón |
| 1861–1863 | Benito Juárez |
| 1863–1864 | Juan Nepomuceno Almonte (Regent zusammen mit Pelagio Antonio de Labastida y Dávalos, José Mariano Salas und Juan Bautista de Ormaechea) |

## Kaiser des 2. Kaiserreiches (1863–1867)

Flagge des II. Kaiserreichs

| Amtszeit  | Name                                                            |
| --------- | --------------------------------------------------------------- |
| 1863–1867 | Maximilian I. (gleichzeitig Gegenregierung unter Benito Juárez) |

## Präsidenten 1858–1917 (Restaurierte Republik, Porfiriat, Revolution)
| Name                       | Amtsantritt       | Amtsaustritt      | Partei                                      |
| -------------------------- | ----------------- | ----------------- | ------------------------------------------- |
| Benito Juárez              | 21. Januar 1858   | 18. Juli 1872     | Liberal                                     |
| Sebastián Lerdo de Tejada  | 18. Juli 1872     | 20. November 1876 | Liberal                                     |
| José María Iglesias        | 27. Oktober 1876  | 6. Dezember 1876  | Liberal                                     |
| Porfirio Díaz              | 27. November 1876 | 6. Dezember 1876  | Liberal                                     |
| Juan Nepomuceno Méndez     | 6. Dezember 1876  | 16. Februar 1877  | Liberal                                     |
| Porfirio Díaz              | 16. Februar 1877  | 30. November 1880 | Liberal                                     |
| Manuel González Flores     | 1. Dezember 1880  | 30. November 1884 | Liberal                                     |
| Porfirio Díaz              | 1. Dezember 1884  | 25. Mai 1911      | Liberal                                     |
| Francisco León de la Barra | 25. Mai 1911      | 6. November 1911  | parteilos                                   |
| Francisco I. Madero        | 6. November 1911  | 19. Februar 1913  | Nationale Antiwiederwahlpartei              |
| Pedro Lascuráin Paredes    | 19. Februar 1913  | 19. Februar 1913  | parteilos                                   |
| Victoriano Huerta          | 19. Februar 1913  | 15. Juli 1914     | parteilos                                   |
| Francisco S. Carvajal      | 15. Juli 1914     | 13. August 1914   | parteilos                                   |
| Venustiano Carranza Garza  | 14. August 1914   | 30. April 1917    | Liberal-Konstitutionalistische Partei (PLC) |

## Präsidenten unter der Verfassung von 1917
Mexikanische Staatspräsidenten dürfen nach der Verfassung von 1917 ausschließlich eine Amtszeit regieren.
| Name                          | Amtsantritt       | Amtsaustritt       | Partei                                       |
| ----------------------------- | ----------------- | ------------------ | -------------------------------------------- |
| Venustiano Carranza Garza     | 1. Mai 1917       | 21. Mai 1920       | Liberal-Konstitutionalistische Partei (PLC)  |
| Adolfo de la Huerta           | 1. Juni 1920      | 30. November 1920  | PLC                                          |
| Álvaro Obregón Salido         | 1. Dezember 1920  | 30. November 1924  | Mexikanische Arbeiterpartei (PLM)            |
| Plutarco Elías Calles         | 1. Dezember 1924  | 30. November 1928  | PLM                                          |
| Emilio Portes Gil             | 1. Dezember 1928  | 4. Februar 1930    | National-Revolutionäre Partei (PNR)          |
| Pascual Ortiz Rubio           | 5. Februar 1930   | 4. September 1932  | PNR                                          |
| Abelardo Luján Rodríguez      | 4. September 1932 | 30. November 1934  | PNR                                          |
| Lázaro Cárdenas del Río       | 1. Dezember 1934  | 30. November 1940  | PNR                                          |
| Manuel Ávila Camacho          | 1. Dezember 1940  | 30. November 1946  | Partei der Mexikanischen Revolution (PRM)    |
| Miguel Alemán Valdés          | 1. Dezember 1946  | 30. November 1952  | Partei der institutionellen Revolution (PRI) |
| Adolfo Ruiz Cortines          | 1. Dezember 1952  | 30. November 1958  | PRI                                          |
| Adolfo López Mateos           | 1. Dezember 1958  | 30. November 1964  | PRI                                          |
| Gustavo Díaz Ordaz            | 1. Dezember 1964  | 30. November 1970  | PRI                                          |
| Luis Echeverría Álvarez       | 1. Dezember 1970  | 30. November 1976  | PRI                                          |
| José López Portillo y Pacheco | 1. Dezember 1976  | 30. November 1982  | PRI                                          |
| Miguel de la Madrid Hurtado   | 1. Dezember 1982  | 30. November 1988  | PRI                                          |
| Carlos Salinas de Gortari     | 1. Dezember 1988  | 30. November 1994  | PRI                                          |
| Ernesto Zedillo Ponce de León | 1. Dezember 1994  | 30. November 2000  | PRI                                          |
| Vicente Fox Quesada           | 1. Dezember 2000  | 30. November 2006  | Nationale Aktionspartei (PAN)                |
| Felipe Calderón Hinojosa      | 1. Dezember 2006  | 30. November 2012  | PAN                                          |
| Enrique Peña Nieto            | 1. Dezember 2012  | 30. November 2018  | PRI                                          |
| Andrés Manuel López Obrador   | 1. Dezember 2018  | 30. September 2024 | MORENA                                       |
| Claudia Sheinbaum Pardo       | 1. Oktober 2024   | amtierend          | MORENA                                       |